# Palazzo Sant’Agostino

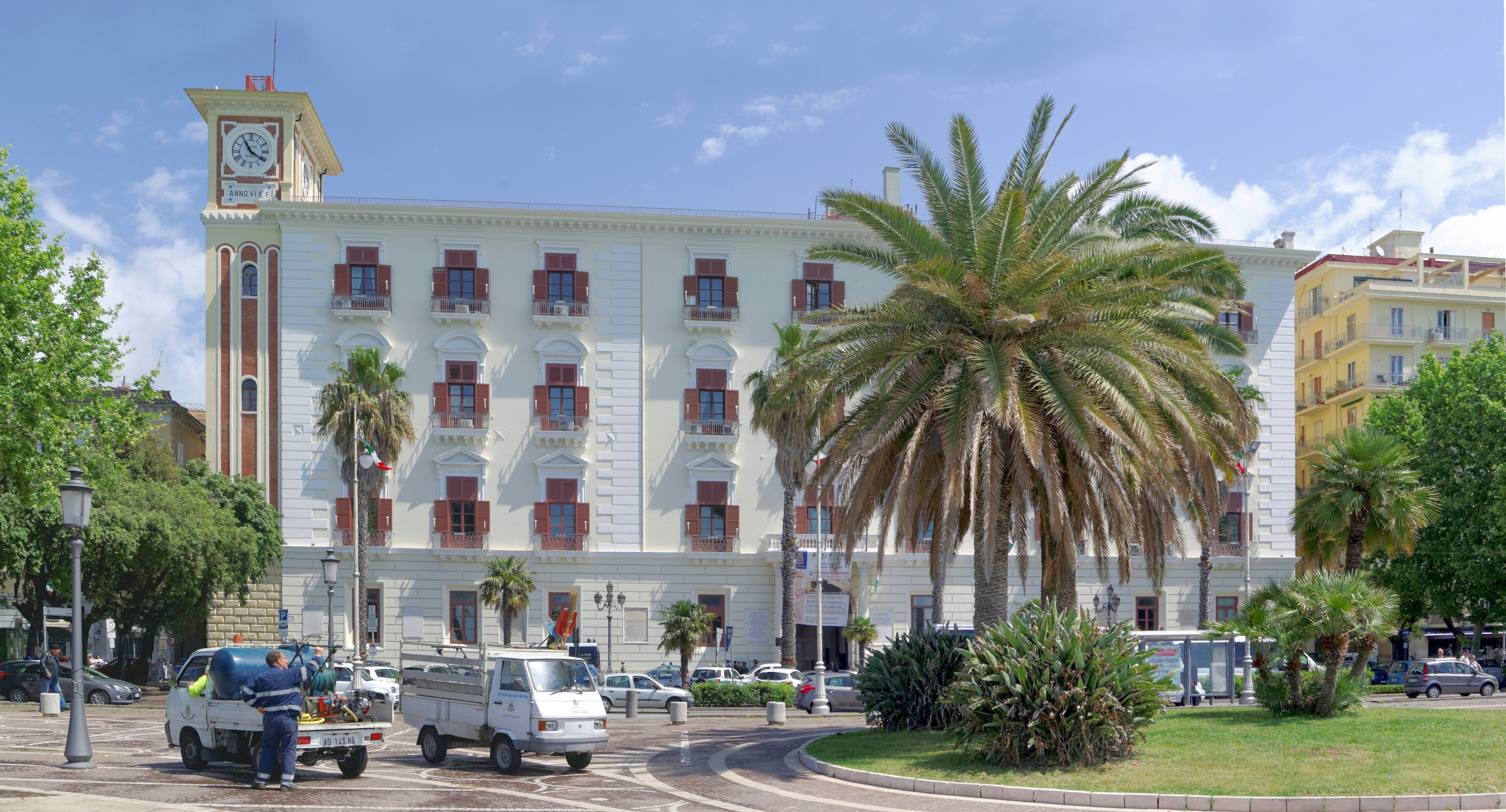
Palazzo Sant'Agostino in Salerno, Italië

Het Palazzo Sant’Agostino (14e en 19e eeuw) bevindt zich in het centrum van Salerno, in de Zuid-Italiaanse regio Campanië. Het is de zetel van de prefectuur van Salerno en van de provincie Salerno. Van de 14e tot de 19e eeuw was het een klooster van Augustijner monniken.

## Naam
- Palazzo Sant'Agostino. De naam verwijst naar de heilige Augustinus van Hippo aan wie de voormalige kloosterkerk was toegewijd.
- Palazzo della Provincia. Sinds de 19e eeuw werd het paleis ook provinciepaleis genoemd omdat het provinciebestuur van Salerno er gehuisvest is.

## Historiek
In de 14e eeuw schonk Giovanni de Ruggiero, aartsbisschop van Salerno, een stuk grond aan de kust aan de Augustijner heremieten. Op deze plek stond er al een kerkje. De Augustijnen bouwden er een gebouwencomplex met klooster en kloosterkerk. 
Met de Franse bezetting van het koninkrijk Napels werden de Augustijnen uit het klooster gezet (1807). Koning Joachim Murat liet het klooster ombouwen tot een residentie voor de intendant van het leger. De ingang die zich aan de stadszijde bevond, werd verplaatst naar de zeezijde. De Fransen lieten de koepel van het klooster afbreken alsook een zijvleugel van de kerk. Er werden balkons aan de gevels toegevoegd. De binneninrichting werd volledig vernieuwd en een park aan het Palazzo moest het aspect van een grote villa geven.
Na 1815 keerde het Koninklijk Huis Bourbon terug op de troon van Napels. Koning Ferdinand I van de Beide Siciliën liet de verbouwingswerken afronden. De klokkentoren werd verplaatst. Het werd een palazzo met gelijkvloers en twee verdiepingen.
Met de val van de Bourbons en de aanhechting van de Beide Siciliën aan het koninkrijk Italië (1861) werd het Palazzo de zetel van de pas opgerichte provincie Salerno. Giovanni Martina werd de eerste gouverneur van Salerno, en dit op persoonlijk bevel van Giuseppe Garibaldi. In de latere jaren kwam de prefectuur van Salerno erbij. Tijdens het fascistisch bewind werd er een derde verdieping gebouwd (1928).
Tijdens de Italiaanse veldtocht (Tweede Wereldoorlog) werd het Palazzo Sant’Agostino zwaar beschadigd. Niettemin richtte het Britse leger een officiersclub in in de ruïne (1943). In 1944 viel het Palazzo terug onder Italiaans bestuur. Een ingestort deel van het gebouwencomplex werd heraangelegd als een plein: het Piazza Sant'Agostino. Het andere deel werd hersteld.